# Яне Костадинов
Яне Костадинов Аризанов е български свещеник и революционер, деец на Вътрешната македоно-одринска революционна организация.

## Биография
Яне Костадинов е роден в 1833 година в Попова махала на пиринското село Ощава, в Османската империя, днес в България. В 1860 година е ръкоположен за свещеник в църквата „Свети Тодор“ и служи в родното си село до смъртта си. Жени се за Анастасия в родното си село и заедно имат пет деца - Неда, Георги, Вангя (Евангелия), Григор и Йорданка. Заедно с другия свещеник Георги Янев откриват училище, в което поп Яне преподава. Училището е килийно, а по-късно става светско. Влиза във ВМОРО и е ятак на Яне Сандански. Подпомага укриването на отвлечените жени по време на аферата „Мис Стоун“. Арестуван е многократно от властите, които осакатяват едната му ръка при изтезания. Вторият му син Григор Костадинов също е виден български общественик и просветен деец в родното му село Ощава.